# فرانتس فنیور
فرانتس فنیور (انگلیسی: Franz Pfnür; ۲۱ نوامبر ۱۹۰۸ – ۲۱ سپتامبر ۱۹۹۶) اسکی‌باز آلپاین اهل آلمان بود.